# Pyromania
| Críticas profissionais | Críticas profissionais |
| Avaliações da crítica  | Avaliações da crítica  |
| Fonte                  | Avaliação              |
| ---------------------- | ---------------------- |
| All Music Guide        | link                   |
| Rolling Stone          | link                   |

Pyromania é o terceiro álbum da banda de hard rock e heavy metal britânica Def Leppard, lançado em 1983. Este álbum está na lista dos 200 álbuns definitivos no Rock and Roll Hall of Fame
Pyromania foi um fenômeno, tanto de venda como de crítica, atingindo as primeiras paradas de sucessos principalmente na Inglaterra e nos E.U.A. Produzido por Robert John "Mutt" Lange, que também produziu álbuns do AC/DC, e havia produzido o álbum anterior da banda, High 'n' Dry. Este foi um dos maiores sucessos comerciais do Def Leppard.
Músicas como "Photograph" (que inclusive foi o clipe mais pedido e mais exibido na MTV na época do lançamento), "Foolin'", "Rock of Ages" e "Rock! Rock! (Til You Drop)",  viraram verdadeiros hinos e tocaram no mundo inteiro durante quase toda década de 80. O álbum alcançou nada mais, nada menos que o 2º lugar na Billboard 200 (atrás apenas de Thriller do Michael Jackson) e 18º no UK Albums Chart.
O álbum também teve uma edição de luxo lançado em 8 de Junho de 2009, com um disco ao vivo gravado no The Forum de Los Angeles. A edição foi considerada pelo site Amazon como uma das melhores edições "deluxe" já lançadas. O disco 2 traz 15 musicas do concerto, com um repertório bem distribuído entre os seus três primeiros discos. Brian May, guitarrista do Queen, participa da ultima música do show, "Travelling Band", do Creedence Clearwater Revival. A qualidade do até então bootleg é surpreendente, tendo em vista que o grupo não havia lançado material ao vivo da sua fase inicial. A banda até o momento somente havia gravado alguns vídeos para divulgação de High 'n' Dry e de Pyromania, e contava com algumas apresentações na BBC, em um festival em Dortmund, que foi televisionado e em Paris, ambos em 1983. Após a turne deste disco, o baterista Rick Allen sofreu um acidente automobilístico que amputou seu braço esquerdo.

## Faixas

### Lado 1
1. "Rock Rock (Till You Drop)" (Steve Clark, Rick Savage, Mutt Lange, Joe Elliott) – 3:52
2. "Photograph" (Clark, Pete Willis, Savage, Lange, Elliott) – 4:12
3. "Stagefright" (Savage, Elliott, Lange,Phil Collen) – 3:46
4. "Too Late For Love" (Clark, Lange, Willis, Savage, Elliott) – 4:30
5. "Die Hard The Hunter" (Lange, Clark, Savage, Elliott) – 6:17

### Lado 2
1. "Foolin" (Clark, Lange, Elliott) - 4:32
2. "Rock Of Ages" (Clark, Lange, Elliott) – 4:09
3. "Comin' Under Fire" (Lange, Clark, Willis, Elliott) – 4:20
4. "Action! Not Words" (Lange, Clark, Elliott) – 3:52
5. "Billy's Got A Gun" (Clark, Savage, Willis, Elliott, Lange) – 5:27

## Integrantes
- Joe Elliott - vocais
- Phil Collen - guitarra-solo
- Steve Clark - guitarra-base
- Rick Savage - baixo
- Rick Allen - bateria